# Gare de Franconville - Le Plessis-Bouchard
Pour les articles homonymes, voir Gare du Plessis.
La gare de Franconville - Le Plessis-Bouchard est une gare ferroviaire française située sur le territoire de la commune de Franconville, à proximité de celle du Plessis-Bouchard, dans le département du Val-d'Oise, en région Île-de-France.
C'est une gare SNCF desservie par les trains du réseau Transilien Paris-Nord (ligne H) et ceux de la ligne C du RER.

## Situation ferroviaire
La gare est située au point kilométrique 17,360 de la ligne de Saint-Denis à Dieppe entre les gares de Cernay et de Montigny - Beauchamp. Son altitude est de 61 m.

## Histoire

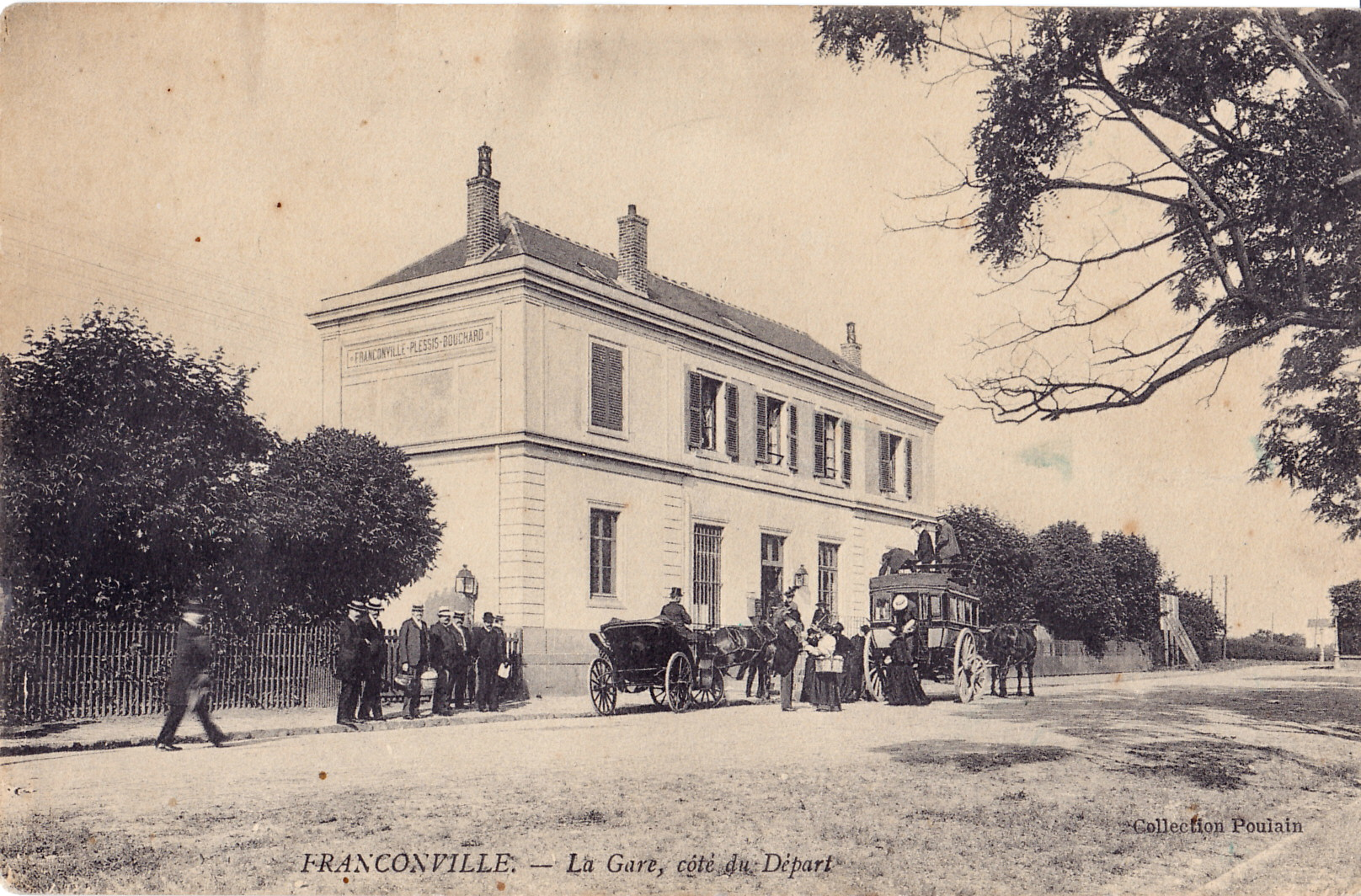
Un omnibus au départ devant la gare, avant la Première Guerre mondiale.

La gare est située sur la première ligne Paris – Lille, ouverte le 20 juin 1846 par la Compagnie des chemins de fer du Nord, au nord de la commune de Franconville, à l'ouest de la vallée de Montmorency et à proximité des buttes du Parisis.
Le 25 septembre 1988, la branche Vallée de Montmorency - Invalides (VMI) de la ligne C du RER est mise en service. Celle-ci relie la gare de Montigny - Beauchamp à la gare du Champ de Mars - Tour Eiffel, et est desservie à sa mise en  service par un train omnibus toutes les demi-heures, toute la journée. Le service est alors assuré par des automotrices Z 8800,. Le 28 août 2000, la ligne est prolongée jusqu'à Pontoise.

## Fréquentation
De 2015 à 2023, les estimations de la SNCF sont les suivantes :
| Année         | 2015      | 2016      | 2017      | 2018      | 2019      | 2020      | 2021      | 2022      | 2023      |
| ------------- | --------- | --------- | --------- | --------- | --------- | --------- | --------- | --------- | --------- |
| Fréquentation | 5 593 007 | 5 722 193 | 5 831 267 | 5 952 225 | 5 875 083 | 3 109 655 | 4 930 658 | 5 203 210 | 5 458 186 |

## Service des voyageurs

### Accueil
Un guichet Transilien est ouvert du lundi au dimanche de 6 h 30 à 1 h 25. Il dispose de boucles magnétiques pour personnes malentendantes.
La gare comporte un parc de stationnement payant de 137 places. En mars 2011, un parking pour vélos, à accès sécurisé, a été installé place de la République, à côté du quai pour la direction de Pontoise.

### Desserte
La gare est desservie par les trains du réseau Transilien Paris-Nord (ligne H), à raison d'un train à la demi-heure heure aux heures creuses, et d'un au quart d'heure aux heures de pointe. Les trains sont généralement omnibus de Paris-Nord à Pontoise.
La gare est également desservie par les trains de la ligne C du RER, à raison d'un train au quart d'heure aux heures creuses, et de deux trains au quart d'heure aux heures de pointe, alternativement terminus en gare de Montigny - Beauchamp ou de Pontoise.
Le temps de trajet est d'environ 25 minutes de Paris-Nord, et d'environ 45 minutes de Paris-Invalides.

### Intermodalité
La gare est desservie par les lignes 30-03, 30-12, 30-14, 30-37, 30-49 et CitéVal Franconville du réseau de bus Val Parisis, par la ligne 261 du réseau de bus RATP et, la nuit, par la ligne N150 du réseau Noctilien.

## Galerie de photographies

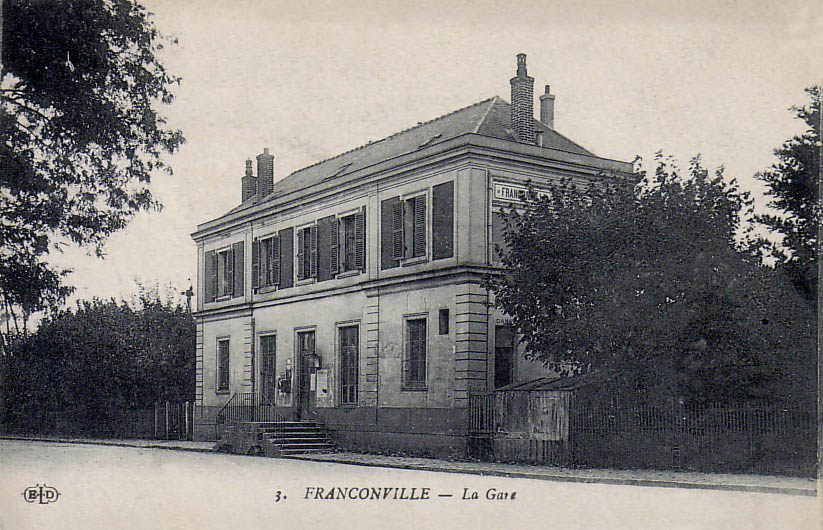
La gare vers 1900.
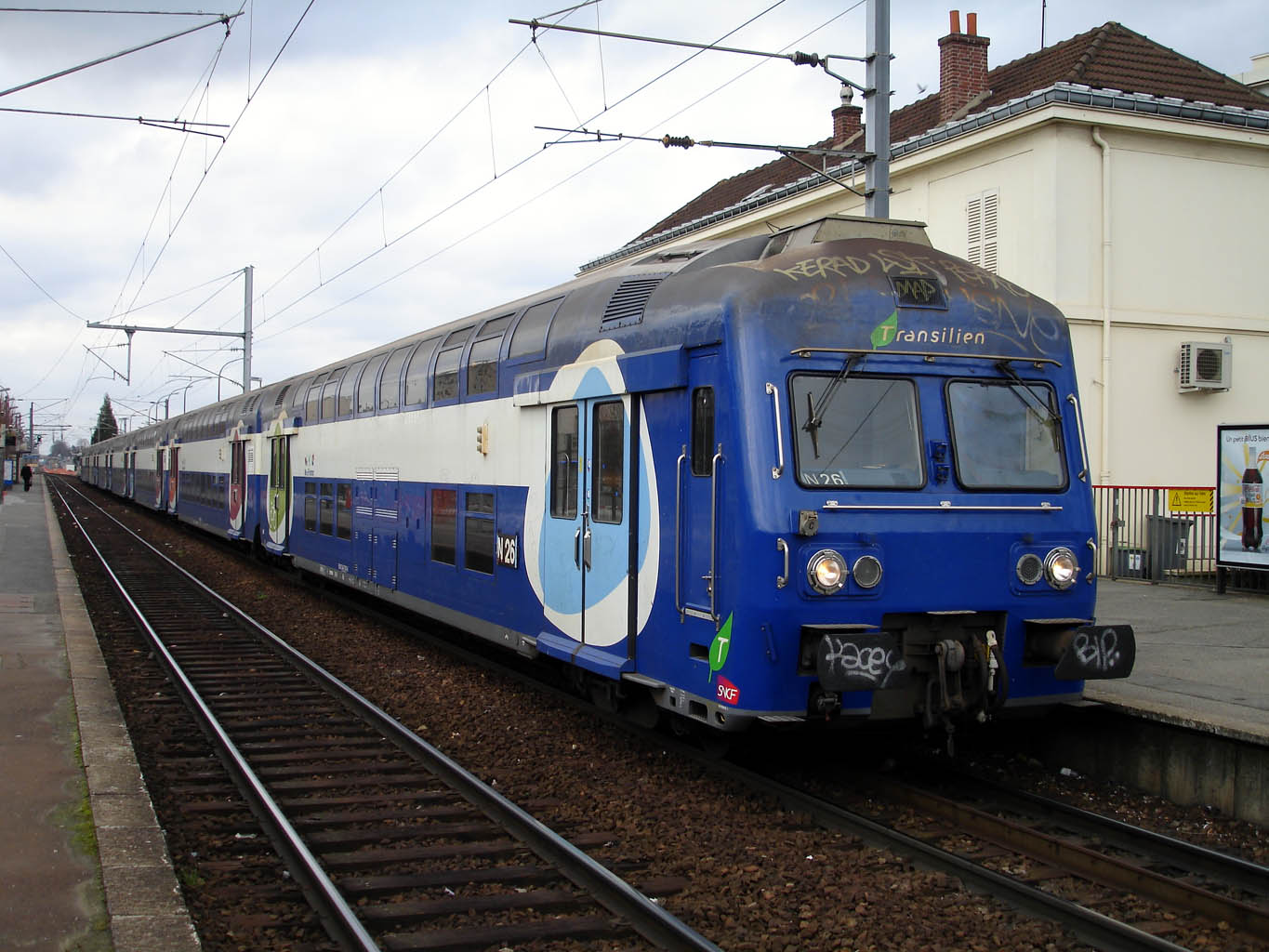
Une rame VB 2N en gare, se dirige vers Paris-Nord.
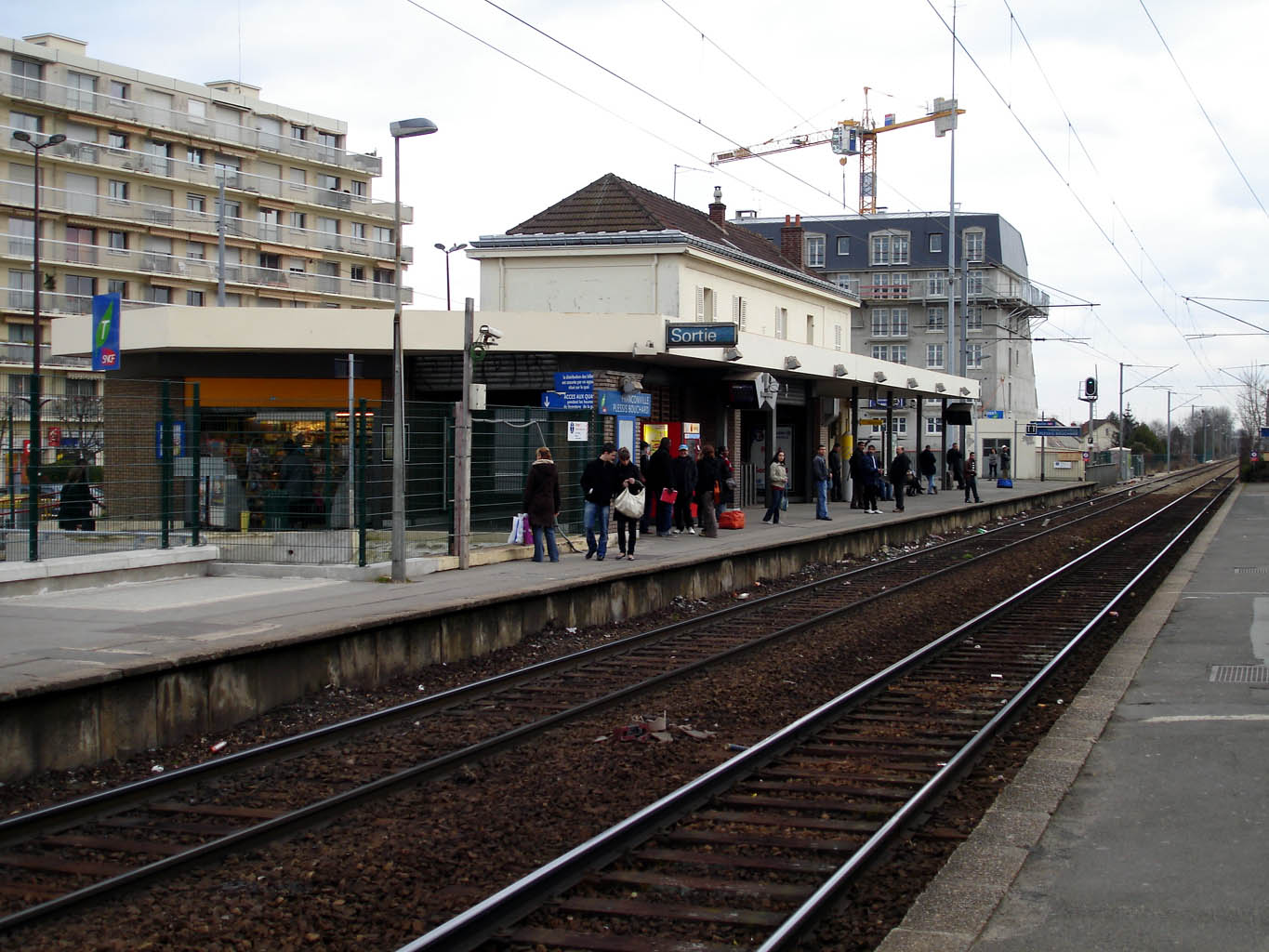
Les quais vus en direction de Paris.
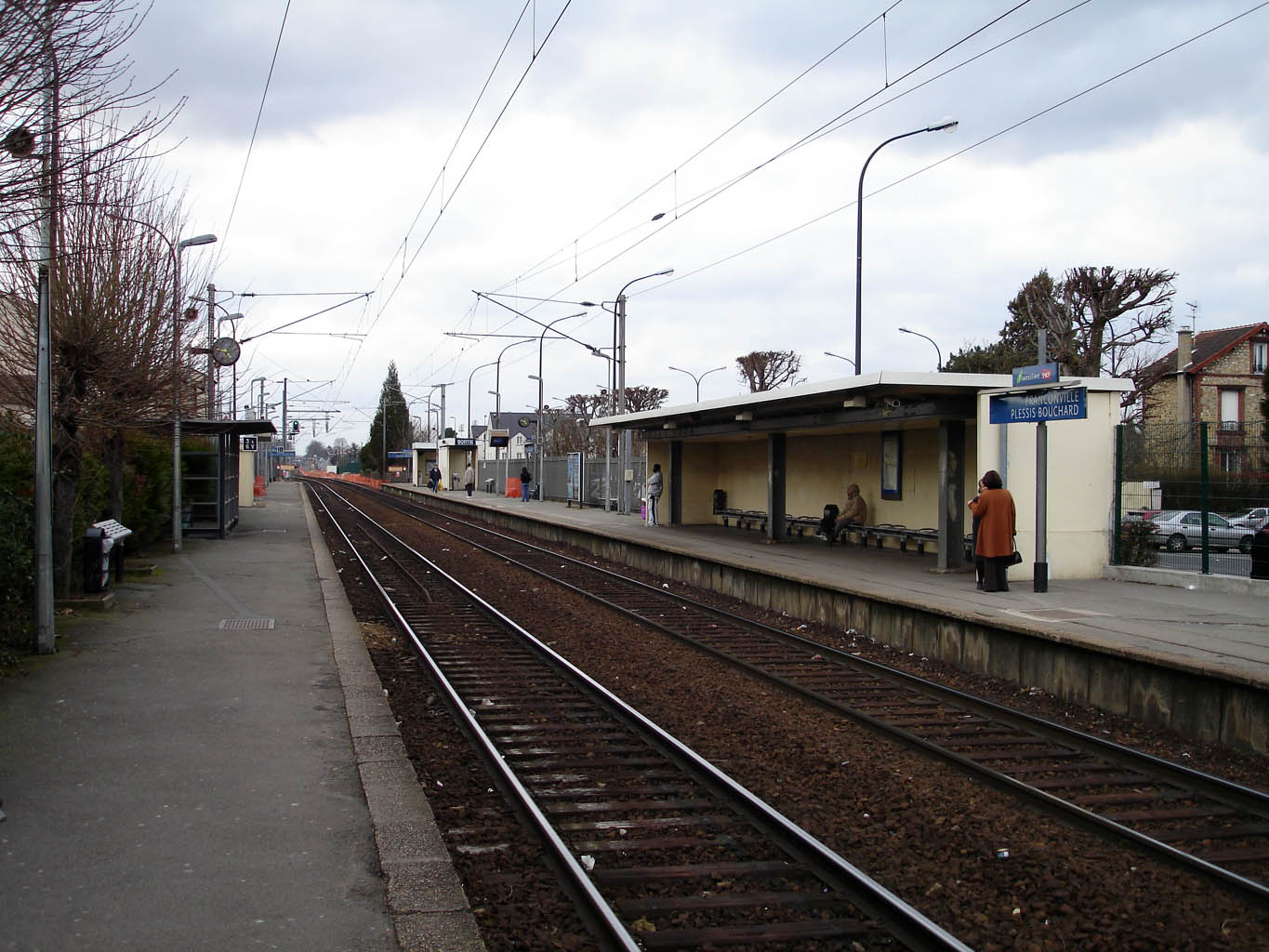
Les quais vus en direction de Pontoise.